# 엘스 도테르만스
엘스 도테르만스(네덜란드어: Els Dottermans, 1964년 5월 16일 ~ )는 벨기에의 배우이다. 1990년 황금송아지상 영화 부문 여우주연상 수상자이다.

## 출연 작품
- 홈 (2016)
- 투 아이즈 (2010)
- 러브 비롱스 투 에브리원 (2006)
- 인드링거 (2005)
- 알츠하이머 케이스 (2003)
- 나는 소녀가 아냐 (2002)
- 안토니아스 라인 (1995)